# 1833
Промислова революція •  Національно-визвольні рухи • Робітничий рух •  Російська імперія

## Геополітична ситуація
У Росії править імператор Микола I (до 1855). Російській імперії належить більша частина України, значна частина Польщі, Грузія, Закавказзя, Фінляндія, Аляска. Україну розділено між двома державами — Королівство Галичини та Володимирії належить Австрії, Правобережжя, Лівобережжя та Крим — Російській імперії.
В Османській імперії править султан Махмуд II (до 1839). Під владою османів перебувають Близький Схід та Єгипет, Середземноморське узбережжя Північної Африки, Болгарія. Васалами османів є Сербія, Боснія, Волощина та Молдова.
Австрійську імперію очолює Франц II (до 1835). Вона охоплює, крім власне австрійських земель, Угорщину з Хорватією, Трансильванію, Богемію, Північну Італію. Король Пруссії — Фрідріх-Вільгельм III (до 1840). Баварське королівство очолює Людвіг I (до 1848). Австрія, Пруссія, Баварія та інші німецькомовні держави об'єднані в Німецький союз.
У Франції королює Луї-Філіпп I (до 1848). Франція має колонії в Карибському басейні, Південній Америці та Індії. На трон Іспанії зійшла Ізабелла II (до 1868). Королівству Іспанія належать частина островів Карибського басейну, Філіппіни. Король Португалії — Мігел I (до 1834). Португалія має володіння в Африці, в Індії, в Індійському океані й Індонезії.
У Великій Британії править король Вільгельм IV (до 1837). Британія має колонії в Північній Америці, на Карибах та в Індії. Королівство Нідерланди очолює Віллем I (до 1840). Король Данії та Норвегії — Фредерік VII (до 1863), на шведському троні сидить Карл XIV Юхан Бернадот (до 1844). Італія розділена між Австрією та Королівством Обох Сицилій. Існує Папська держава з центром у Римі.
У Латинській Америці існують незалежні Об'єднані провінції Ріо-де-ла-Плати, Уругвай, Колумбія, Венесуела, Еквадор, Мексика, Центральноамериканська федерація, Болівія. У Бразильській імперії править Педру I (до 1834). Посаду президента США обіймає Ендрю Джексон. Територія на півночі північноамериканського континенту належить Великій Британії, вона розділена на Нижню Канаду та Верхню Канаду, територія на півдні та заході континенту належить Мексиці.
В Ірані при владі Каджари. Британська Ост-Індійська компанія захопила контроль майже над усім Індостаном. У Пенджабі існує Сикхська держава. У Бірмі править династія Конбаун, у В'єтнамі — династія Нгуєн. У Китаї володарює Династія Цін. В Японії триває період Едо.

## Події

### В Україні
- 2 листопада Микола І підписав наказ про заснування Київського університету Св. Володимира.
- У Галичині з'явилася рукописна поетична збірка «Син Русі».

### У світі
- 4 березня почався другий термін Ендрю Джексона на посаді президента США.
- 1 квітня Антоніо Лопес де Санта-Анна став президентом Мексики.
- 6 травня вчинено напад на президента США Ендрю Джексона.
- 5 липня сили королеви Марії II здобули значну перемогу в битві біля мису Сант-Вінсент у Ліберальних війнах.
- 8 липня підписано Юнкяр-Іскелесійський договір про взаємну допомогу між Отоманською та Російською імперіями.
- 12 серпня засновано поселення Чикаго.
- 29 вересня королевою Іспанії стала трирічна Ізабелла II. Її дядько Дон Карлос Маріа Ісідро де Бурбон не згодився, почалася Перша карлістська війна.

### У суспільному житті
- В Нью-Йорку з'явилось «пенні прес» (дешеве видання), його створив Беджамін Дей, приклад — газета «Сан».
- 18 квітня понад триста делегатів з різних кінців Сполученого королівства прибули в Лондон з вимогою заборонити рабство.
- Джон Кібл виголосив в Оксфорді проповідь, з якої почався Оксфордський рух в англіканстві.

### У науці
- Еміль Ленц сформулював правило визначення напрямку індукційного струму.
- Сформульоване правило Глогера.
- Ансельм Паєн ідентифікував перший ензим — діастазу.

### У мистецтві
- Оноре де Бальзак надрукував роман «Ежені Гранде».
- Відбулася прем'єра опери Гаетано Доніцетті «Лукреція Борджа».
- Фелікс Мендельсон скомпонував «Симфонію № 4».
- Карл Брюлов написав картину «Останній день Помпеї».

## Народились
Див. також Категорія:Народились 1833
- 7 травня — Йоганнес Брамс, німецький композитор.
- 8 серпня — Омелян Огоновський, літературознавець, автор «Історії літератури руської» (пом. 1894).
- 20 серпня — Бенджамін Геррісон, один з президентів США.
- 22 грудня — Марко Вовчок, українська письменниця, поетеса.

## Померли
Див. також Категорія:Померли 1833